# Adala
Adala   (Torre Baró) és el nom artístic de Guillem Simó, un cantant de reggae català.

## Trajectòria
Després d'actuar amb grups de música jamaicana com A4 Reggae Orchestra, va començar a gravar els seus primers senzills amb Roger «Bongoroll» Villanueva, el seu germà Quim «King Siva» Simó i amb la col·laboració d'un grup creat per a l'ocasió anomenat The Cold December, amb el qual va enregistrar el senzill «Temps de guerra» abans dels seus dos primers àlbums Born i Cel.
El 2018, The Cold December va passar a anomenar-se The Same Song Band amb el projecte musical Born·Cel·Ona, que inclou els tres treballs discogràfics anteriors, un total de catorze cançons de reggae llibertari i revolucionari on critica l'individualisme i el classisme de la «marca Barcelona».
| «              | La llibertat la portem a dins. Existia abans que l'esclau i, per tant, només ens queda alliberar-nos per tornar a néixer escrivint un nou primer capítol. | » |
| — Guillem Simó | |   |

## Discografia
- Born (EP, La Panchita Records, 2016)
- Cel (La Panchita Records, 2017)
- Ona (La Panchita Records, 2018)
- Born·Cel·Ona (recopilatori, La Panchita Records, 2018)
- Blank Fosk (La Panchita Records, 2018)
- Klima (Radi Solar, 2022)[6]
- Delta (Radi Solar, 2023)[7]